# George Smith (régész)
George Smith (Chelsea, 1840. március 26. – 1876. augusztus 19.) a Gilgames-eposz megtalálója és lefordítója, amatőr régész.

## Munkássága
Munkáscsaládból származott, eredetileg bankjegynyomdai vésnök szakmát tanult. Autodidakta módon tanulmányozta az asszírológiára vonatkozó első kiadványokat. 26 éves korában néhány rövid értekezést írt egyes, akkor még kétséges ékírásjelekről. 1872-ben már elmélyedt a Hormuzd Rassam által, a British Múzeumnak küldött, ékírásos táblák tanulmányozásában. A lelkes Smitht a kibetűzés közben megragadta a különösen megragadta az elbeszélés tartalma. Gilgames dicső tetteiről szólt ez a történet. Olvasott Enkiduról, Humbabáról, Istárról. Ut-napistim, az ős, menekülésének történetét mondja el Gilgamesnek. Ekkor kezd a történet folyamata megszakadni. 
Smith rájött, hogy a feliratok hiányosak, csak egy része van a birtokában, és pont a befejezés hiányzik. Amit kiolvasott az eposzból, nem hagyta nyugdni. Amikor londoni The Daily Telegraph hírül adta, hogy ezer guinea-t fizet annak, aki a hiányzó részeket előteremti, Smith elfogadta az ajánlatot, és vállalkozott a feladatra: elutazni Mezopotámiába megtalálni a keresett agyagtáblákat. Smith 384 táblatöredékkel tért haza, megtalálta az eposz hiányzó részeit. Közöttük voltak Ut-napistim történetének kiegészítő, hiányzó darabjai. Ez a történet az özönvíz leírása volt.

## Külső hivatkozások
- Goldziher Ignác: George Smith (három közlemény). Egyetemes Philologiai Közlöny, 1. pp. 22-167. 1877.